# Dehmahdi
Dehmahdi (perski: ده مهدي) – wieś w zachodnim Iranie, w ostanie Markazi. W 2006 roku miejscowość liczyła 199 osób w 44 rodzinach.